# منية قلين
قرية منية قلين هي إحدى القرى التابعة لمركز قلين في محافظة كفر الشيخ في جمهورية مصر العربية. حسب إحصاءات سنة 2006، بلغ إجمالي السكان في منية قلين 7325 نسمة، منهم 3694 رجل و3631 امرأة.